# Frank Mager
Frank Mager (* 6. Oktober 1969 in Düsseldorf) ist ein ehemaliger deutscher Leichtgewichts-Ruderer, der bei Weltmeisterschaften drei Silbermedaillen gewann.

## Sportliche Karriere
Bei den Weltmeisterschaften 1996 in Glasgow gewann der deutsche Leichtgewichts-Doppelvierer mit Alexander Lutz, Oliver Ibielski, Frank Mager und Andreas Lutz die Silbermedaille hinter den Italienern und knapp vor den Franzosen. Im Jahr danach bei den Weltmeisterschaften 1997 auf dem Lac d’Aiguebelette siegten erneut die Italiener, zwei Sekunden dahinter überquerte der deutsche Leichtgewichts-Doppelvierer mit Mager, Alexander Lutz, Ibielski und Markus Baumann als Zweiter die Ziellinie. Erst 2003 bei den Weltmeisterschaften in Mailand war Mager wieder bei Weltmeisterschaften dabei. Zusammen mit Christian Gerlach erruderte er die Silbermedaille im Leichtgewichts-Zweier ohne Steuermann hinter dem dänischen Boot. Im Jahr darauf bei den Weltmeisterschaften in Banyoles wurde Mager Vierter mit dem Leichtgewichts-Achter. 
Frank Mager ruderte für den Neusser Ruderverein. 1996 wurde Mager Deutscher Meister im Leichtgewichts-Doppelvierer. 2003 gewann er seinen zweiten Meistertitel im Leichtgewichts-Zweier ohne Steuermann. 2004 erruderte Mager den deutschen Meistertitel im Leichtgewichts-Achter.
Frank Mager ist Diplom-Geograph.